# Paepalanthus chiquitensis
Paepalanthus chiquitensis é o nome científico de uma planta sempre-viva de tamanho avantajado da família Eriocaulaceae, ocorre em ambientes de cerrado, campos rupestres e de altitude do Brasil. Ocorre também na Bolívia, Colômbia e Venezuela em ambientes semelhantes.
É uma das espécies mais representativas do gênero Paepalanthus.

## Nomes populares
É conhecida também como Pepalanto-gigante, Sempre-viva-gigante, Sempre-viva, Chuveirinho, Pepalanto e Palipalan, entre outras variações.

## Mudanças no nome científico
Nomes científicos antigos para a espécie incluem Paepalanthus giganteus e Paepalanthus speciosus, entre outros, que passaram a se chamar P. chiquitensis a partir de 2010 através de uma pesquisa extensa que reclassificou várias espécies de sempre-vivas.

## Características

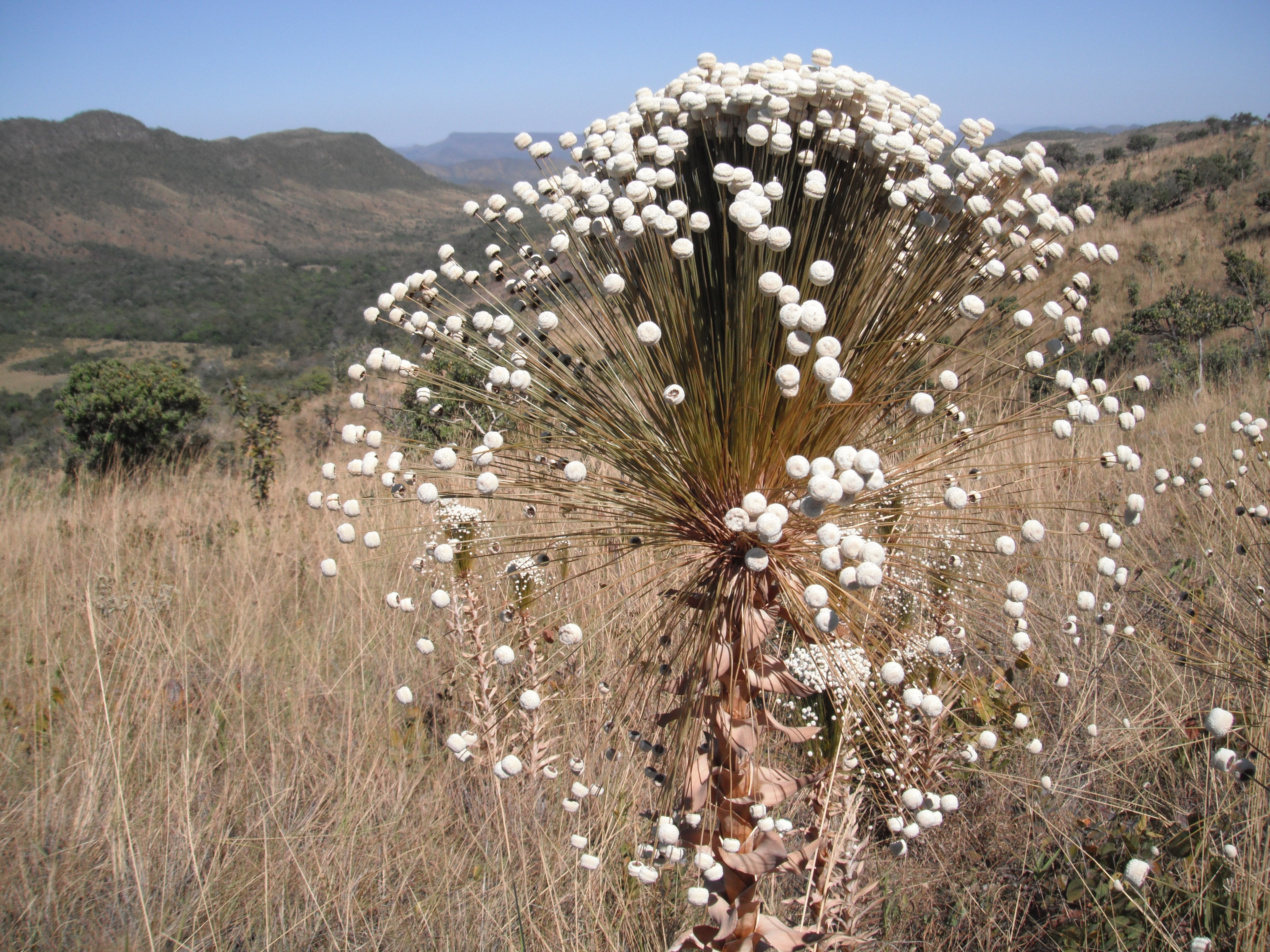
Inflorescência de Paepalanthus chiquitensis, semelhante às de outras sempre-vivas.

Tem o tamanho grande comparando com outras sempre-vivas, medindo cerca de 1 m a 2,5 metros de altura quando está com flores, o que torna a espécie muito chamativa no ambiente. 
Cada indivíduo apresenta apenas um único grupo de inflorescências em formato de "bola"  ou "chuveirinho", com cerca de 20 cm a 60 cm de diâmetro e entre 240 a 450 cabinhos que seguram as inflorescências menores, redondas e de cor branca.
No entanto, a planta não apresenta a inflorescência até começar a época de reprodução. Assim, durante sua fase inicial de crescimento, se parece mais com uma bromélia pois apresenta apenas folhas pontudas em formato de roseta.

## Distribuição geográfica
Apresenta ampla distribuição, no Brasil ocorrendo em ecossistemas de Cerrado e campos rupestres e de altitude dos seguintes Estados: 
| Região Sudeste:            | Região Centro-oeste:                       | Região Norte                             |
| -------------------------- | ------------------------------------------ | ---------------------------------------- |
| - Minas Gerais - São Paulo | - Goiás - Mato Grosso - Mato Grosso do Sul | - Amazonas - Pará - Rondônia - Tocantins |

Ocorre também em certos locais da Venezuela, Colômbia e na região de Chiquitos, na Bolívia, onde as plantas acabaram servindo de inspiração para o nome científico da espécie: Paepalanthus chiquitensis.

## Preservação e importância ecológica

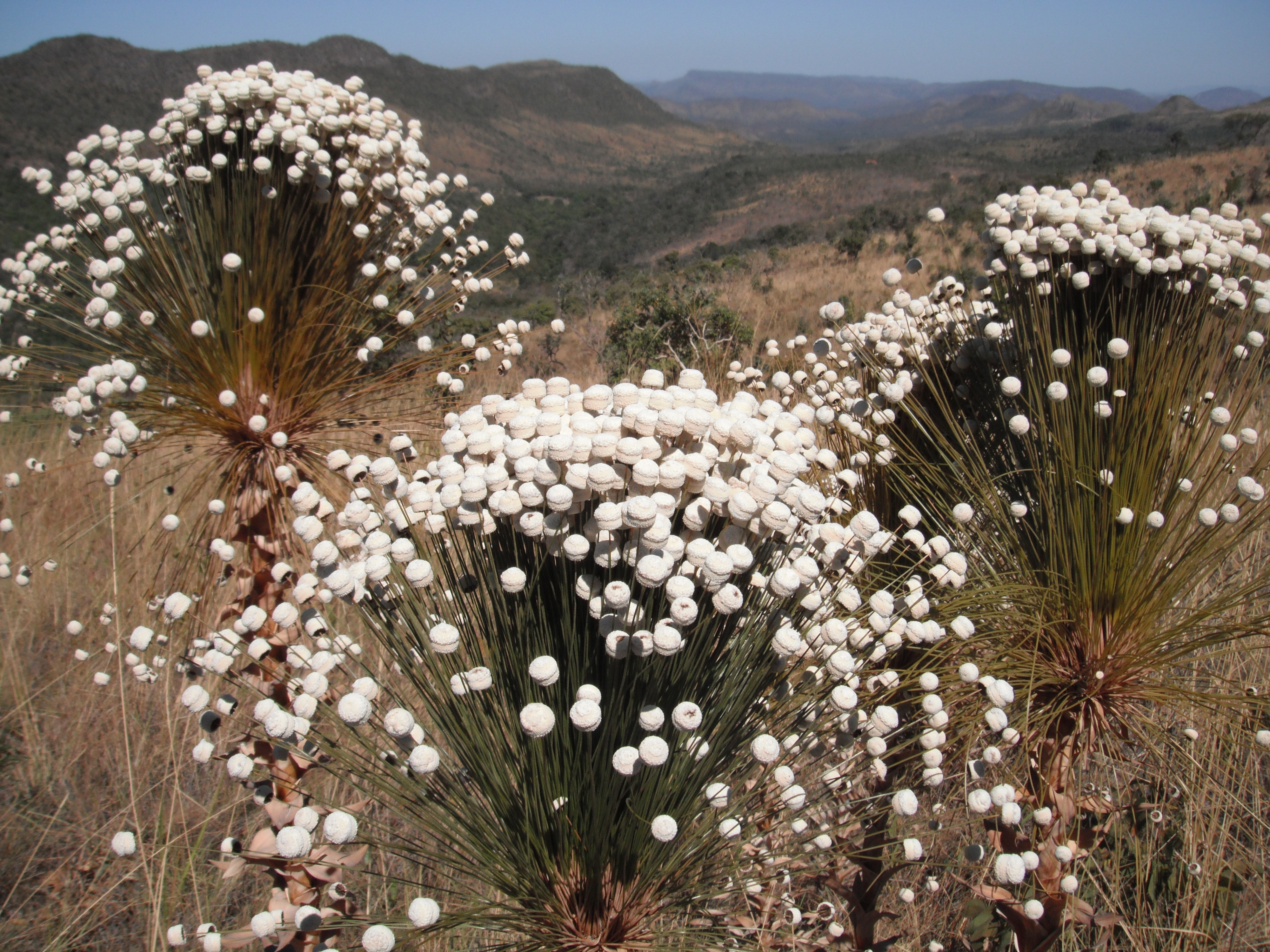
População de Paepalanthus chiquitensis, próxima ao Parque Nacional da Chapada dos Veadeiros.

A planta está preservada em algumas áreas protegidas do Brasil, como no Parque Nacional da Chapada dos Veadeiros, em Goiás, e no Parque Estadual do Biribi, próximo ao município de Diamantina, Minas Gerais, onde é bastante comum na região.
Suas flores abundantes servem de alimento para muitos animais e a planta como um todo oferece abrigo para diferentes espécies. 

## Galeria

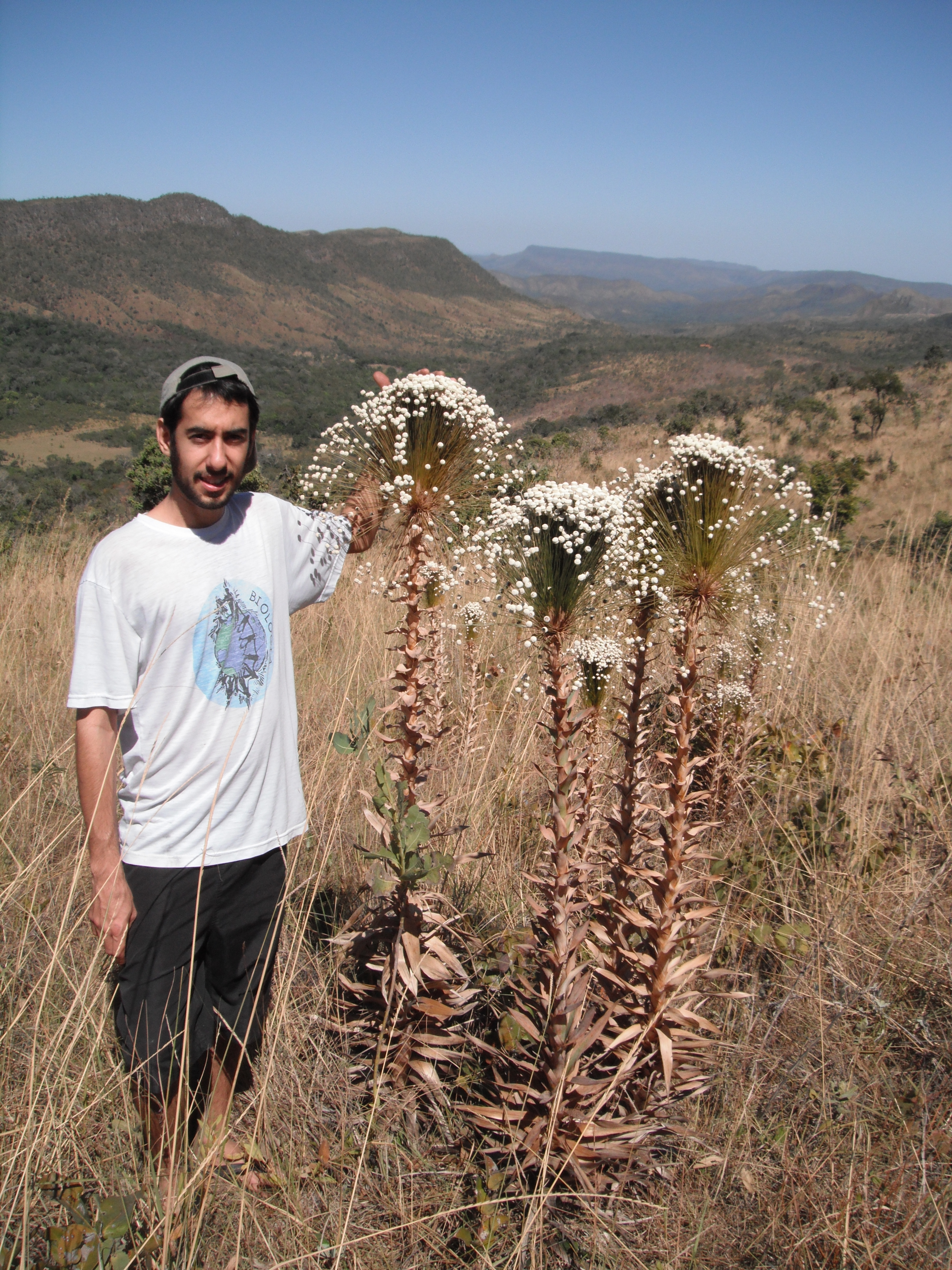
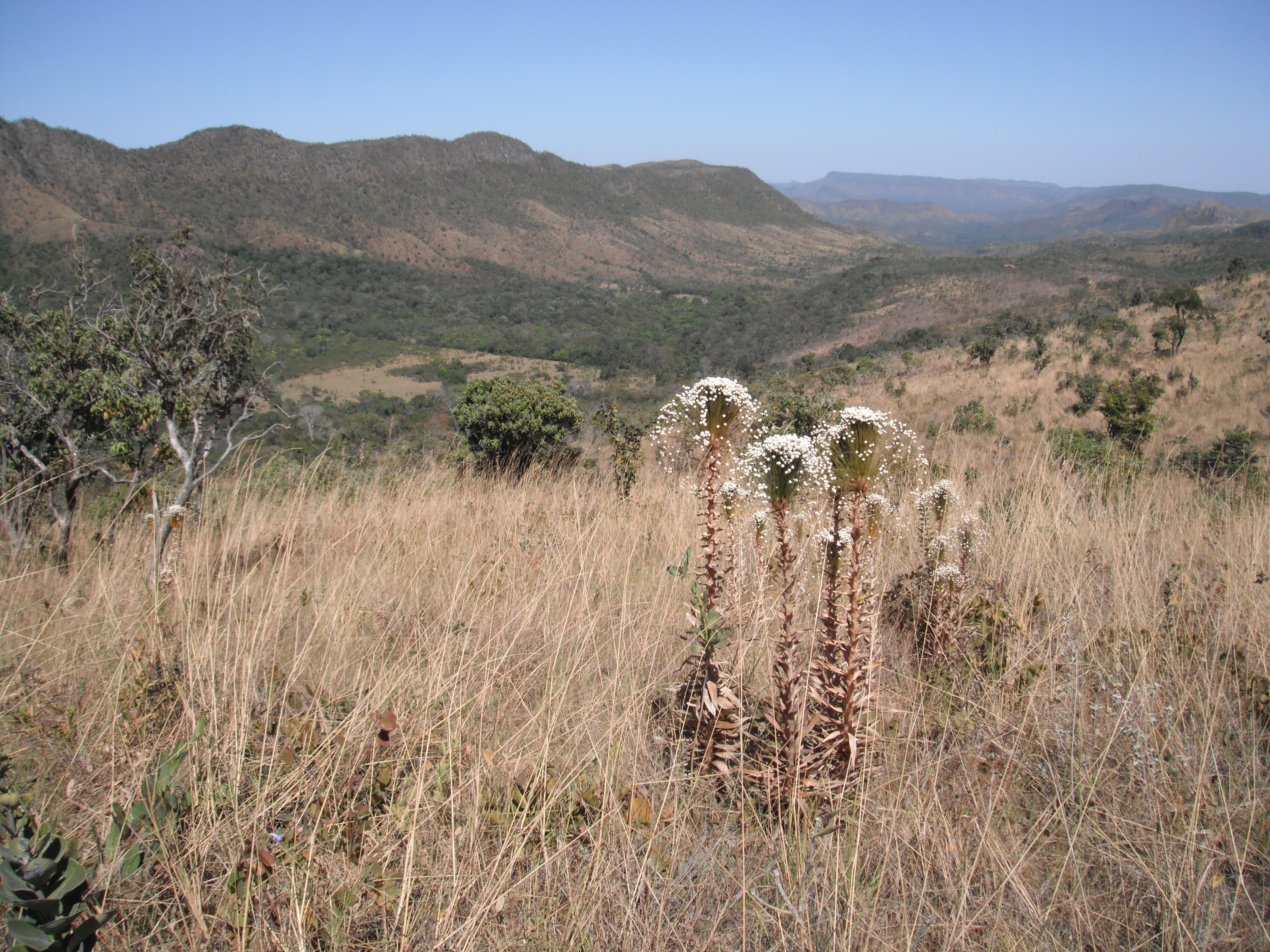
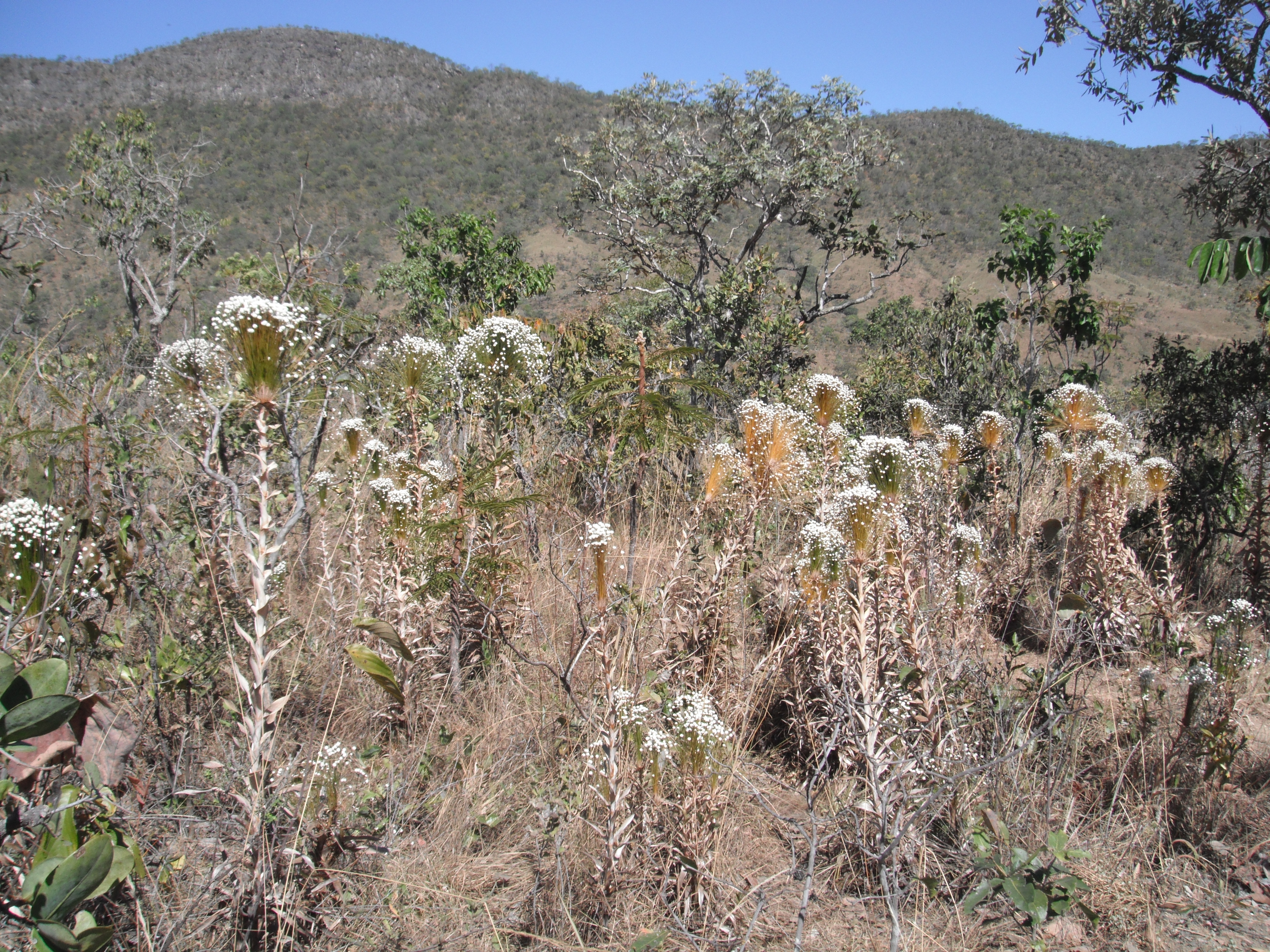
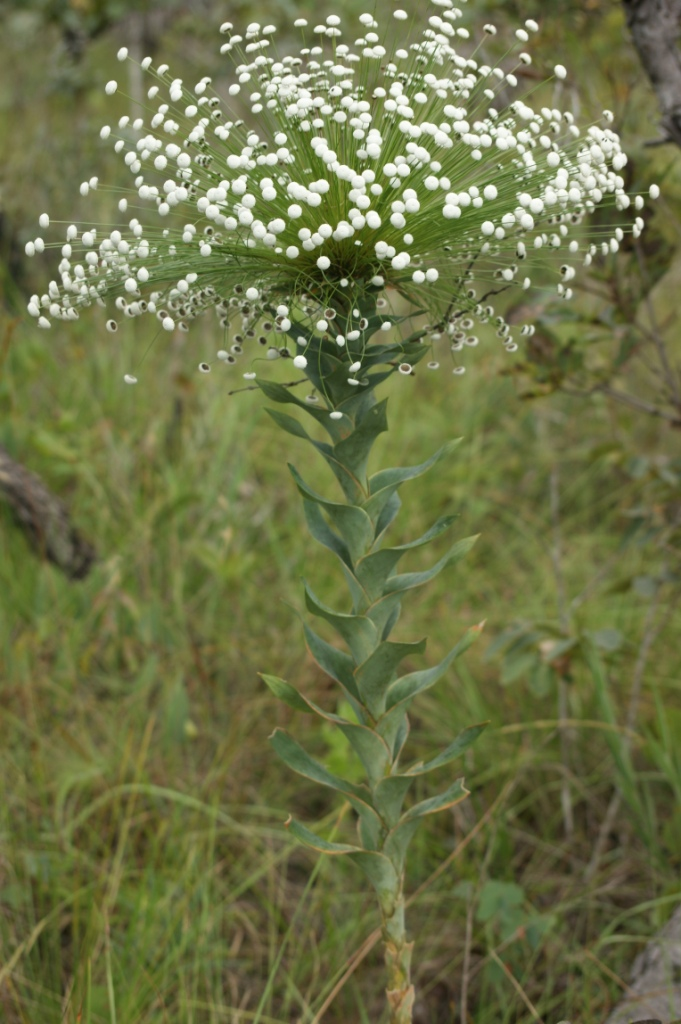